# Dick Tiger
Dick Tiger, vlastním jménem Richard Ihetu (* 14. srpna 1929 Amaigbo – 14. prosince 1971 Aba), byl nigerijský boxer. Ve své profesionální kariéře, která trvala od roku 1952 do roku 1970, absolvoval 82 zápasů a 60 z nich vyhrál.
Byl příslušníkem národnosti Igbo. Vyhrál boxerský šampionát Nigérie, od roku 1955 žil ve Velké Británii a v roce 1958 se stal mistrem Commonwealthu ve střední váze. Od roku 1959 boxoval ve Spojených státech. Byl nezpochybněným profesionálním mistrem světa ve střední váze a v lehkotěžké váze. Získal cenu časopisu The Ring pro boxera roku 1962 a 1965 a cenu Sugara Raye Robinsona v letech 1962 a 1966.
Po ukončení kariéry pracoval jako hlídač v newyorském Metropolitním muzeu umění. V době občanské války se vrátil do vlasti a sloužil jako instruktor v armádě Biafry. Zemřel ve věku 42 let na rakovinu jater.
Získal Řád britského impéria, který však později vrátil na protest proti postupu britské vlády v biaferském konfliktu. Posmrtně byl uveden do Mezinárodní boxerské síně slávy.